# Lorich

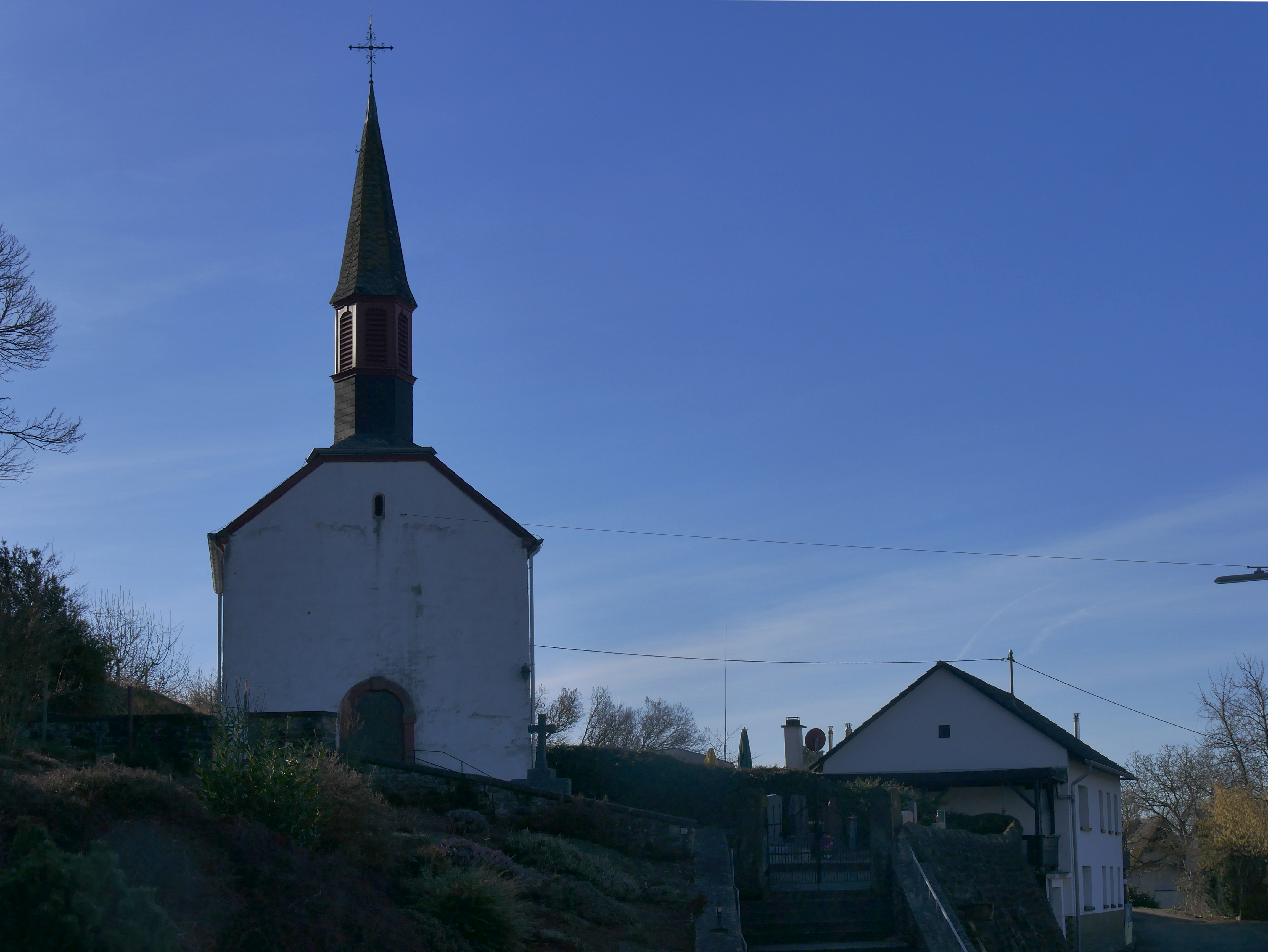
St. Paulinus (2019)

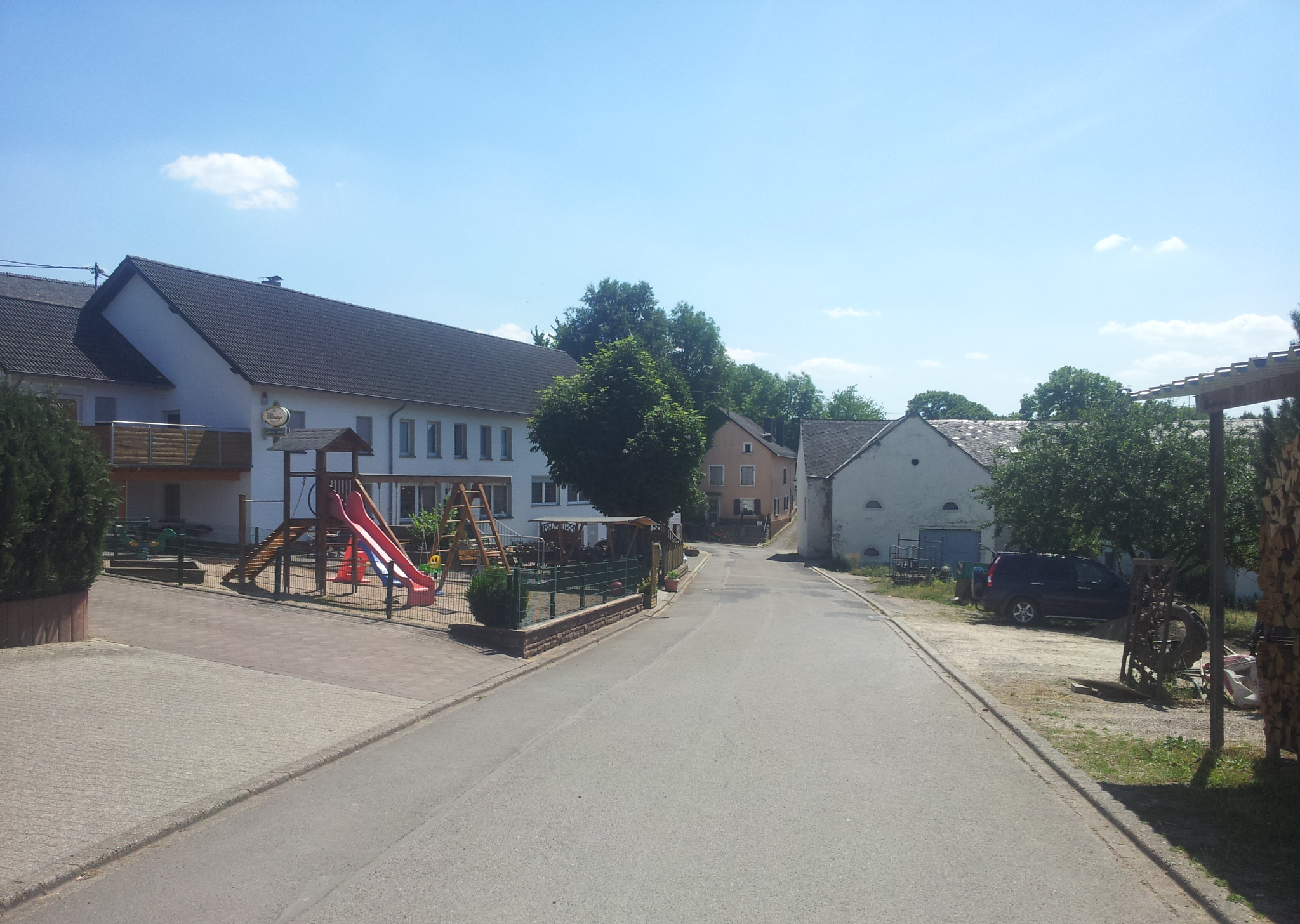
Gasthaus Lenerz (2015)

Lorich ist ein Ortsteil und ein Ortsbezirk in der Ortsgemeinde Newel im Landkreis Trier-Saarburg in Rheinland-Pfalz.

## Geographie
Der Ort in der südlichen Eifel liegt am Rand des Muschelkalkgebietes des Gutlandes. Die Siedlung füllt eine Hangmulde aus, die zum Loricher Bach hin abfällt.
Zu Lorich gehört der Wohnplatz Bernhardshof.
Nachbarorte sind die Neweler Ortsteile Beßlich und Butzweiler im Nordwesten, die Trier Stadtteile Ehrang, Biewer und Pallien im Osten bzw. Süden, sowie die Ortsgemeinde Aach im Südwesten.

## Geschichte
Lorich wird in einer verfälschten Urkunde von 975 als Lorchen sowie 980 als Lorreke erstmals erwähnt. Der Ortsname soll sich von der Langmauer ableiten, die zu römischer Zeit nahe dem heutigen Ort verlief und ein fruchtbares Muschelkalkgebiet schützte, das in der Spätantike als kaiserlicher Domänenbezirk genutzt wurde.
Zuvor vom Trierer Kloster St. Martin verwaltet, übertrug Erzbischof Ludolf nach 1002 die Grundherrschaft an das Stift St. Paulin, das auch die Hoch- und Mittelgerichtsbarkeit ausübte. Daher wurde der Ort auch dem Amt St. Paulin zugeordnet, wo er bis zum Ende der kurtrierischen Zeit verblieb.
Nach der Inbesitznahme des Linken Rheinufers durch französische Revolutionstruppen gehörte das Dorf von 1798 bis 1814 als Teil des Kantons Pfalzel im Saardepartement zur Französischen Republik (bis 1804) und anschließend zum Napoleonischen Kaiserreich und wurde von der Mairie Aach verwaltet. Nach der Niederlage Napoleons kam Lorich 1815 aufgrund der auf dem Wiener Kongress getroffenen Vereinbarungen zum Königreich Preußen. Das Dorf wurde der Bürgermeisterei Aach im Landkreis Trier zugeordnet, der 1822 Teil der neu gebildeten Rheinprovinz wurde.
Nach dem Ersten Weltkrieg gehörte das gesamte Gebiet zum französischen Teil der Alliierten Rheinlandbesetzung. Nach dem Zweiten Weltkrieg wurde Lorich innerhalb der französischen Besatzungszone Teil des damals neu gebildeten Landes Rheinland-Pfalz.
Im Rahmen der rheinland-pfälzischen Verwaltungs- und Gebietsreform wurde die selbstständige Gemeinde Lorich mit zuletzt 71 Einwohnern zum 16. März 1974 aufgelöst. Aus ihr wurde – zusammen mit den ebenfalls aufgelösten Gemeinden Beßlich (107 Einwohner), Butzweiler (894 Einwohner) und Newel (541 Einwohner) – die heutige Ortsgemeinde Newel neu gebildet.

## Politik
Lorich ist gemäß Hauptsatzung einer von vier Ortsbezirken der Ortsgemeinde Newel. Der Ortsbezirk umfasst das Gebiet der früheren Gemeinde. Von der Wahl eines Ortsbeirats wird abgesehen. Die Interessen des Ortsbezirks werden durch einen Ortsvorsteher vertreten.
Norbert Funk (CDU) wurde am 29. August 2024 erneut Ortsvorsteher von Lorich, nachdem er dieses Amt bereits von 2014 bis 2019 ausgeübt hatte. Bei der Direktwahl am 9. Juni 2024 hatte er sich mit einem Stimmenanteil von 83,3 % gegen einen Mitbewerber durchgesetzt.
Funks Vorgänger Johannes Lenerz (CDU) hatte das Amt am 22. August 2019 übernommen. Bei der Direktwahl am 26. Mai 2019 war er mit einem Stimmenanteil von 97,83 % gewählt worden. Zuvor waren der 2014 gewählte Norbert Funk (CDU) und seit 1984 Herbert Feltes (CDU) Ortsvorsteher von Lorich.

## Kultur und Sehenswürdigkeiten
In der Denkmalliste des Landes Rheinland-Pfalz (Stand: 2021) werden folgende Kulturdenkmäler genannt:
- Katholische Filialkirche St. Paulinus, kleiner barocker Saalbau (bezeichnet 1737)
- Historischer Ziehbrunnen (19. Jahrhundert)
- Eine Wegekapelle (bezeichnet 1946) und zwei Schaftkreuze in der Gemarkung

## Wirtschaft und Infrastruktur
Lorich wird von den im Ort endenden Kreisstraßen 26 und 27 an das Straßennetz angeschlossen. Im Ort befindet sich ein Gasthaus mit Außengastronomie.